# Entscheidungen in Kirchensachen seit 1946
Die Entscheidungen in Kirchensachen seit 1946 (abgekürzt KirchE) ist eine 1946 von Carl Joseph Hering und Hubert Lentz begründete Sammlung von Gerichtsentscheidungen in Kirchensachen. Seit 2000 werden neben Entscheidungen deutscher staatlicher Gerichte auch Entscheidungen des Europäischen Gerichtshofs für Menschenrechte (EGMR) und des Europäischen Gerichtshofs (EuGH) aufgenommen.
Herausgegeben wird sie von Manfred Baldus und Stefan Muckel in Verbindung mit dem Institut für Religionsrecht der Universität zu Köln (bis 2019 Institut für Kirchenrecht und rheinische Kirchenrechtsgeschichte).
Die Bände erscheinen jährlich im Verlag Walter de Gruyter.